# Chanu
Chanu település Franciaországban, Orne megyében. Lakosainak száma 1248 fő (2022. január 1.). Chanu Landisacq, La Chapelle-Biche, Saint-Clair-de-Halouze, Saint-Paul és Tinchebray-Bocage községekkel határos.

## Népesség
A település népességének változása:
| Lakosok száma | 1277 | 1261 | 1257 | 1261 | 1259 | 1259 | 1253 | 1248 |
|               | 2013 | 2015 | 2017 | 2018 | 2019 | 2020 | 2021 | 2022 |